# جون ويسلي هويت
وهو سياسي أمريكي ولد جون ويسلي هويت في سنة 1831 في ولاية أوهايو انتقل هويت إلى ولاية ويسكنسن في عام 1857 وأصبح ناشطا في السياسة. في 10 نيسان - أبريل من سنة 1878 قام الرئيس الأمريكي آنذاك رذرفورد هايز بتعين جون ويسلي هويت حاكما على إقليم وايومنغ خلفا لجون تاير وشغل هويت هذا المنصب إلى سنة 1882 توفي جون ويسلي هويت في 29 أيار - مايو من سنة 1912 في العاصمة الأمريكية واشنطن.